# Wytyczne techniczne K-1.5
Wytyczne techniczne K-1.5 – zbiór zasad technicznych dotyczących wykonywania prac geodezyjnych w Polsce związanych z opracowaniem pierworysu autogrametrycznego sytuacji i rzeźby terenu, wprowadzony zaleceniem p.o. Dyrektora Biura Rozwoju Nauki i Techniki Głównego Urzędu Geodezji i Kartografii z 3 grudnia 1981 roku, do stosowania wytycznych K-1.5 "Mapa zasadnicza. Opracowanie pierworysu autogrametrycznego sytuacji i rzeźby terenu". Ostatnim wydaniem jest wydanie drugie z 1990 roku. Wytyczne stanowią uzupełnienie instrukcji technicznej K-1 będącej do 8 czerwca 2012 standardem technicznym w geodezji.
Wytyczne zostały opracowane w Okręgowym Przedsiębiorstwie Geodezyjno-Kartograficznym w Krakowie przez Jana Kuchtę, Adama Urbana, przy konsultacji Andrzeja Tokarczyka, zgodnie z zaleceniami Biura Rozwoju Nauki i Techniki GUGiK reprezentowanego przez Stanisława Czarneckiego oraz Edwarda Jarosińskiego i zawierają techniczne oraz organizacyjne zasady sporządzania pierworysu mapy zasadniczej w zakresie szczegółów sytuacyjnych i rzeźby terenu, z wykorzystaniem metod graficznej i półanalitycznej przy użyciu autografów. 
Według wytycznych autogrametryczne opracowanie sytuacji i rzeźby terenu wykonuje się:
- dla map w skali 1:500 i 1:1000 na autografach: Wild A-10, Wild A-8, Stereometrograph Zeiss lub innych tej samej klasy
- dla map w skali 1:2000 i 1:5000 na autografach wyżej wymienionych oraz autografie Topocart firmy Zeiss lub innych tej samej klasy.

Dla uzyskania orientacji bezwzględnej każdy model stereoskopowy musi posiadać co najmniej cztery punkty osnowy fotogrametrycznej o określonych współrzędnych x, y i z, zwanymi punktami dostosowania, które pozwalają na określenie położenia modelu przestrzennego w przyjętym układzie współrzędnych geodezyjnych, i które są niezbędne do przeniesienia szczegółów z modelu stereoskopowego.
Zgodnie z wytycznymi stereofotogrametryczne opracowanie pierworysu opracowuje się na podstawie:
- danych wynikowych z operatu aerotriangulacji łącznie z obliczonymi elementami orientacji bezwzględnej
- diapozytywów (negatywów) zdjęć lotniczych
- odbitek styków zdjęć lotniczych z punktami polowej i kameralnej osnowy fotogrametrycznej (punktami dostosowania)
- uczytelnionych powiększeniach zdjęć lotniczych
- dokumentacji pomiaru uzupełniającego.

Wytyczne K-1.5 ustalają w szczegółach:
1. Materiały i sprzęt do wykonania prac, jego sprawdzenie, rektyfikację i konserwację
2. Rodzaj czynności przygotowawczych
3. Orientację wzajemną zdjęć i wzajemną modelu
4. Opracowanie oraz kartowanie sytuacji i rzeźby na autografie
5. Polowe uzupełnienie pierworysów
6. Sprawdzenie kartometryczności i pierworysów
7. Skompletowanie operatu.

Pod pojęciem pierworysu mapy zasadniczej wytyczne określają mapę wykonywaną zgodnie z wymogami instrukcji technicznej K-1.